# Flaga Aragonii
Flaga Aragonii - jest to flaga heraldyczna używana od XIV wieku. 
W środku umieszczono obecny herb, w którego polach jest herb legendarnego królestwa Sobrarbe (1), biały krzyż Inigo Aristy (2), herb Aragonii z XIV wieku (3) i właściwy herb Aragonii (4).
W wersji obecnej wprowadzona 28 czerwca 1984 roku. Proporcje 2:3.